# Dampierre-sous-Bouhy
Dampierre-sous-Bouhy és un municipi francès del departament del Nièvre i la regió de Borgonya - Franc Comtat.